# هوک اوبل
هوک اوبل (انگلیسی: Hauk Aabel؛ ۲۱ آوریل ۱۸۶۹–۱۲ دسامبر ۱۹۶۱) هنرپیشه و کمدین محبوب اهل کشور نروژ بود. وی در فیلم‌های صامت نروژی و سوئدی بازی می‌کرد.